# Keith Starr
Keith Edward Starr (Sewickley, 14 marzo 1954) è un ex cestista statunitense, professionista nella NBA.

## Carriera
Venne selezionato dai Chicago Bulls al quarto giro del Draft NBA 1976 (52ª scelta assoluta).